# Jaume Ruiz de Castellblanch
Jaume Ruiz de Castellblach (Torre Baixa, 1595 - Madrid, 1672) va ser un acreditat bandoler que va actuar a la comarca valenciana del Racó d'Ademús i terres del voltant a mitjan segle xvii. Va ser senyor de la Torrebaixa, població situada al Racó d'Ademús, País Valencià.

## Biografia
En Jaume Ruiz de Castellblanch va ser el primogènit d'en Didac Ruiz de Castellblanch i de la María Anna de Cabestany i Caballería, Senyors de la Torrebaixa. El testament d'en Didac va ser obert el 14 de maig de 1643, declarant legítim hereu del senyoriu a en Jaume Ruiz de Castellblanch. Des de llavors, la seva carrera delictiva ja no va tenir límits.
La primera denúncia coneguda és de 1648. Assassinats, furts, falsificació de moneda, segrests... Però l'acolliment de famosos bandolers valencians i aragonesos a sa casa de la Torrebaixa va ser el delicte que provocà la destrucció de la seua residència per part de la justícia i la seva persecució.
En Jaume Ruiz de Castellblanch apareix entre els criminals més buscats a la crida llançada en la ciutat de València per l'arquebisbe-virrei Urbina el 1650. En aquesta època va acompanyant a acreditats bandolers valencians com ara Manuel Alapont i els germans Anglesola, també bandolers nobles.
Prompte en Jaume constituirà la seua banda, amb els seus germans Francesc i Cristòfol Ruiz de Castellblanch, i nombrosos delinqüents de les fronteres valenciano-aragoneses. Perseguit tant per la justícia castellana com per la valenciana, amb les quals tenia pendents greus causes, en Jaume haurà de fugir a Saragossa, i finalment instal·lar-se a la població terolana de Riodeva, propera a la Torrebaixa, per tal de cuidar del que li quedava dels seus béns, sense el perill de ser detingut. La seua carrera delictiva va continuar molts anys a les terres d'Ademús i la rodalia, al mateix temps que demanava indults, que sempre li eren denegats per la Cort de Madrid.
L'últim intent d'aconseguir l'indult va ser en 1670. En Jaume va ser detingut a Madrid i sentenciat a mort. Decapitat a la Plaza Mayor, el 14 de febrer de 1672. Les seves propietats del senyoriu de la Torrebaixa van ser embargades el 1671.

## Accions delictives
La llarga vida d'en Jaume Ruiz de Castellblanch és paral·lela als nombrosos delictes que va cometre:
- 184 assassinats
- Nombrosos furts
- Dos segrests
- Falsificació de moneda
- Acolliment d'altres bandolers a sa casa

## Altres bandolers de la seva banda
Durant els inicis de la carrera delictiva de Jaume Ruiz de Castellblanch, aquest es va sumar a les bandositats d'altres delinqüents valencians com els acreditats Manuel Alapont o els Anglesoles. D'altra banda, la seva residència de la Torrebaixa va acollir nombrosos bandolers aragonesos i valencians, com ara Pere Jolvi. Finalment, en Jaume va fundar la mateixa banda, amb els seus germans, en Francesc i en Cristòfol Ruiz de Castellblanch. I també d'altres, com alguns vassalls del seu llogaret: Martí Monleón, Joan Monleón i Gregori Monleón.